# 幸耕平
幸 耕平（みゆき こうへい）は、日本の作曲家。音楽プロデューサー。

## 略歴
- 1973年、ロックバンド・トランザムにサンチョ菜花名義で参加[1]。1975年にトランザム脱退後、自らのグループ・ゼロ戦を結成し、2枚のアルバムをリリースした。一連のバンド活動の傍ら、1979年から作曲家としても活動を始めた。

## 主な提供楽曲
※特記以外は全て作曲のみの作品。
- 青木美保
  - 「恋化粧」「ひとり泣いて」（1992年）
  - 「流氷挽歌」「雨の渡船場」（1993年）
  - 「おんなの冬景色」「ひとり暮らし」（1994年）

- イケメン3
  - 「恋の摩天楼」「ときめく胸に乾杯を」（2009年）

- 石川さゆり
  - 「星の旅びと」「自分のための子守唄」（2004年）

- 石野真子
  - 「ジュリーがライバル」「白いオルゴール」（1979年）
  - 「恋のジョギング」（1980年）
  - 「バーニング・ラブ」（1981年）

- 市川由紀乃
  - 「流氷波止場」（2013年）
  - 「海峡岬」（2014年）
  - 「命咲かせて」（2015年）
  - 「心かさねて」（2016年）
  - 「うたかたの女」「雨と涙に濡れて」（2018年）
  - 「雪恋華」「鴨川の月」「あなたがそばに」「年の瀬あじさい心中」（2019年）
  - 「なごり歌」「めばり川」（2020年）

- 五木ひろし
  - 「紫陽花」（1997年）

- 大月みやこ
  - 「乱れ花」（1988年）
  - 「終着駅にて」（2008年）

- 川島なお美
  - 「シャンペンNo.5」（1979年）
  - 「涙の海」「愛の嵐」（1997年）
  - 「薔薇の花みだら」「炎の微笑」（1998年）

- 小泉今日子

- - 「常夏娘」（1985年）

- 香西かおり
  - 「なみだ発なみだ行き」（1997年）
  - 「恋草紙」「恋のなきがら」（2000年）
  - 「青空」（2002年）

- 純烈
  - 「プロポーズ[2]」「情熱カルメン」「そして女」「失恋ピエロ」「ラブ・アゲイン」「グッときちゃうよね」「みんなで踊ろう!」（2018年）
  - 「純烈のハッピーバースデー[3]」「そっと涙のラプソディ[4]」「ジグザグ[4]」「好きだよ」「あなたは水夫」「桜よ散るな」「野良犬」（2019年）
  - 「愛をください〜Don’t you cry〜[2]」「愛は死なない」「人間だもの」「また逢う日のために」「砂の舟のブルース」（2020年）
  - 「君がそばにいるから[2]」「夏色グラフィティー」「僕に残された時間はどのくらいあるだろう」（2021年）

- 瀬川瑛子
  - 「涙は女の化粧水」（1990年）

- 瀬口侑希
  - 「恋の花」「北の慕情」（2015年）

- 田川寿美
  - 「女人高野」（2002年）
  - 「雑草の泪」「回転木馬」（2003年）
  - 「誰も泣きたい時代だね」「巷の子」（2008年）
  - 「花一輪」「約束」（2013年）
  - 「一期一会」（2014年）
  - 「女の舟唄」「花冷えのとき」（2015年）
  - 「倖せさがし」「鈴虫」（2016年）
  - 「心化粧」「港の迷い雪」（2017年）
  - 「春よ来い」「東京ワルツ」（2018年）
  - 「恋はひといろ」「おんなの東京」（2019年）

- 竹島宏
  - 「この身を投げて」「生きて愛して」（2010年）
  - 「愛の嵐[2]」「越前詩情」（2011年）
  - 「紫の月」「あなたは僕の夢だった」（2012年）
  - 「泣きぬれて…[2]」「運命の女」（2014年）
  - 「哀愁物語[2]」「夜明けの夢」「黄昏色の恋人」（2015年）
  - 「東京紙芝居」「あなたの唇」「忍び逢い」「夜明けのカラス」「スローバラード」「故郷よ…」（2016年）
  - 「プラハの橋」「君の明かり」「心の近くで」(2021年）
  - 「横浜ロンリーブルー」「一枚の切符」「こころ花」「また会える」（2022年）
  - 「サンタマリアの鐘」「裏窓」「しあわせの片隅で」「絆．．．この手に」（2023年）
  - 「ハルジオンの花言葉」「I  love youをこの場所で」「幻不ラメンコ」（2024年）
  - 「小夜啼鳥の片想い」（2025年）

- 新沼謙治
  - 「北を恋うる歌」「硝子の街」（1991年）

- 藤井香愛
  - 「その気もないくせに」「シャボン玉」（2020年）
  - 「鳴かない鳥」（2021年）
  - 「一夜桃色」「名残りの恋」（2022年）
  - 「夢告鳥」「ラストノート」（2023年）
  - 「純情レボリューション」「うらはら」「最後のわがまま」（2024年）

- 松原健之
  - 「花咲線〜いま君に会いたい」（2017年）
  - 「最北シネマ」（2018年）
  - 「宗谷遥かに」（2019年）

- 山本譲二
  - 「北情歌」「おふくろ」（1985年）
  - 「夜叉のように」（1987年）

- 山本リンダ
  - 「ゆれてムーン・ライト」「愛の道草」（1981年）